# Armen Sarkissian
Armen Sarkissian (em armênio: Արմեն Սարգսյան, 23 de junho de 1953) é um político armênio, ex-presidente da República da Arménia (2018-2022). Sarkissian foi nomeado primeiro-ministro da Arménia a 4 de novembro de 1996 e desempenhou o cargo até 28 de fevereiro de 1997. Foi embaixador no Reino Unido entre 1998 e 2018, sendo o diplomata de maior antiguidade no país.
Em 19 de janeiro de 2018 a sua candidatura presidencial pelo Partido Republicano da Armênia foi proposta pelo presidente cessante, Serj Sargsyan. Sarkissian aceitou a proposta a 16 de fevereiro e a coalizão dirigente o nomeou oficialmente como candidato na semana seguinte. Sem oposição, Sarkissian foi eleito a 2 de março na primeira rodada com 90 votos de 101 pela Assembleia Nacional da Arménia. Tomou posse como presidente em 9 de abril de 2018 e resignou-se em 23 de janeiro de 2022, dizendo que é constituição não dou bastante poder ao presidente. Antes da sua resignação, foi descoberta que ele foi um cidadão de São Cristóvão e Neves, uma coisa proibida pela constitução armênia.

## Biografia
Armen Sarkissian graduou-se da Universidade Estatal de Erevan e completou os seus estudos de pos-graduação em física teórica e matemáticas em 1978. De 1992 a 1996, ocupou diversos cargos nas embaixadas da Arménia.
De 1976 a 1984, foi assistente e professor associado de física na Universidade Estadual de Erevã. Em 1982, ele se tornou pesquisador visitante e, eventualmente, professor da Universidade de Cambridge.
Em 1988, ele estabeleceu e, posteriormente, tornou-se Chefe do Departamento de Modelagem Computacional de Fenômenos Físicos Complexos, no Departamento de Física Teórica da Universidade de Erevã.
Sarkissian foi um dos co-criadores do jogo de spinoff Tetris de 1991, Wordtris.